# 白壁里沙子
白壁 里沙子（しらかべ りさこ、1994年9月23日 - ）は、宮城テレビ放送（ミヤギテレビ）のアナウンサー。

## 来歴
山梨県富士河口湖町出身。山梨県立吉田高等学校、日本大学芸術学部放送学科卒業。『ミス日芸コンテスト2013』準グランプリ。
大学を卒業後、2017年4月にミヤギテレビに入社。

## 担当番組
- 24時間テレビ 「愛は地球を救う」 - 宮城会場パーソナリティ（2017年・2018年）
- OH!バンデス - 「イチュー」リポーター（2017年10月2日 - 2018年12月）、月曜・火曜MC（2019年1月7日 - ）、金曜「マチナカ 壁ちゃんLIVE」リポーター（2019年4月5日 - ）
- 全日本大学女子駅伝「杜の都駅伝」中継 - 第3中継所実況（2019年・2020年）
- ミヤギnews every. - 水曜・木曜・金曜キャスター（2022年4月[5] - ）